# Colbún-tó
A Colbún-tó (spanyolul: Lago Colbún) egy víztározó Chilében, a Maule régióban, amely Talca (San Clemente comuna) és Linares (Colbún comuna) tartományokban fekszik. 48 km-re délkeletre található Talca városától, a régió fővárosától és 35 km-re északkeletre Linares városától. 5700 hektáros területével és 1 490 000 m³ kapacitásával Chile legnagyobb mesterséges víztározója. A tó 440 méteres tengerszint feletti magasságban fekszik.
1980 és 1985 között épült, hogy a Maule-folyó vizét mezőgazdasági öntözésre és vízenergia-termelésre használhassák fel.

## Pihenés
Nyáron a víz hőmérséklete elérheti a 23 °C-t. Ez és a nyári hónapokban a kedvező éghajlati viszonyok a tavat széles körben ismert vízi sportok helyszínévé teszik. Különféle szabadidős tevékenységeket is kínál, szállásokkal és turisztikai szolgáltatásokkal várja a látogatókat.

## Fordítás
Ez a szócikk részben vagy egészben  a   Colbún Lake című angol Wikipédia-szócikk ezen változatának fordításán alapul.  Az eredeti cikk szerkesztőit annak laptörténete sorolja fel. Ez a jelzés csupán a megfogalmazás eredetét és a szerzői jogokat jelzi, nem szolgál a cikkben szereplő információk forrásmegjelöléseként.